# فهرست پارک‌های ملی ایران

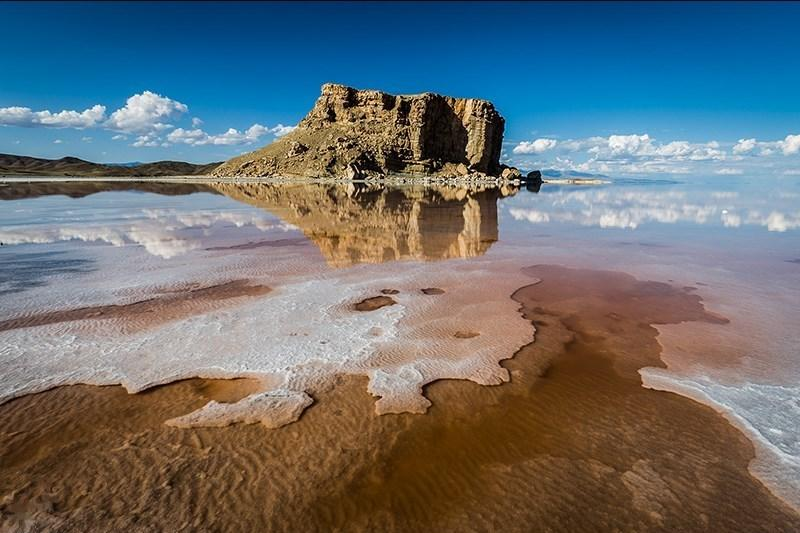
پارک ملی دریاچه ارومیه، بزرگ‌ترین پارک ملی ایران

پارک‌های ملی ایران پارک‌هایی هستند که از سوی سازمان حفاظت محیط زیست ایران به عنوان یکی از منطقه‌های چهارگانه حفاظت محیط زیست ایران تعیین شده‌اند. پارک ملی به محدوده‌ای از منابع طبیعی کشور اعم از جنگل، مرتع، بیشه‌های طبیعی، اراضی جنگلی، دشت و آب و کوهستان گفته می‌شود که نمایانگر نمونه‌های برجسته‌ای از مظاهر طبیعی ایران می‌باشد و به منظور حفظ همیشگی وضع زندگی و طبیعی آن و همچنین ایجاد محیط مناسب برای تکثیر و پرورش جانوران وحشی و رشد رستنی‌ها در شرایط کاملاً طبیعی تحت حفاظت قرار می‌گیرد و دخالت انسان در پارک‌های ملی مجاز نیست.
ایران ۳۱ پارک ملی دارد که در مجموع ۲٬۰۵۶٬۵۷۷ هکتار از کل مساحت این کشور را در بر می‌گیرند. این پارک‌ها در هفده استان ایران واقع شده‌اند. نخستین پارک ملی ایران پارک ملی بمو است که در ۲۳ اسفند ۱۳۴۹ تأسیس شد و بزرگ‌ترین پارک ملی ایران پارک ملی ارومیه با مساحت ۵۴۱٬۳۱۵ هکتار است. پنج پارک ملی گلستان، کویر، توران، دنا و دریاچه ارومیه به عنوان بخش‌هایی از شبکه جهانی ذخیره‌گاه‌های زیست‌کره در ایران نیز انتخاب شده‌اند.

## تاریخچه
در ۱۳۴۶، امکان اختصاص بخش‌هایی از کشور به پارک‌های ملی که در آن زمان پارک حیات وحش نامیده می‌شد و منطقه‌های حفاظت شده با تعریف‌های معین فراهم شد. در این سال پیشنهاد تأسیس دو پارک ملی و پانزده منطقهٔ حفاظت شده به‌عنوان نخستین گروه از مناطق حفاظت شدهٔ ایران به تصویب شورای‌عالی شکاربانی و نظارت بر صید رسید.

## فهرست
راهنما
- نشان‌گر آن است که پارک ملی و پناهگاه حیات وحش است.
- نشان‌گر آن است که پارک ملی و منطقه حفاظت‌شده است.
- نشان‌گر آن است که پارک ملی و منطقه حفاظت‌شده و پناهگاه حیات وحش است.
- نشان‌گر آن است که پارک ملی و ذخیره‌گاه زیست‌کره در ایران است.
- این جدول بر اساس حروف الفبا مرتب شده‌است.

| پارک‌های ملی ایران | پارک‌های ملی ایران | پارک‌های ملی ایران | پارک‌های ملی ایران | پارک‌های ملی ایران | پارک‌های ملی ایران |
| نام               | تصویر             | محل               | مساحت به هکتار    | تاریخ ایجاد       | مشخصات |
| ----------------- | ----------------- | ----------------- | ----------------- | ----------------- | --- |
| ارسباران          |                   | ارسباران ·        | ۸٬۹۲۳             | ۳۱ اردیبهشت ۱۳۹۱  | در شهرستان‌های کلیبر و خداآفرین در شمال استان آذربایجان شرقی قرار دارد. این پارک ملی شامل بیش از ۱۰۰۰ گونهٔ گیاهی و ۵۹۲ گونهٔ جانوری است و آب و هوایی مرطوب و مدیترانه‌ای دارد. |
| بختگان            |                   | بختگان ·          | ۱۷۵٬۴۰۹           | ۶ مهر ۱۳۷۴        | در غرب شهرستان نیریز در مرکز استان فارس واقع شده‌است. این پارک دو دریاچهٔ طشک و بختگان را در خود جای داده‌است که در گذشته جز دریاچه‌های بزرگ و پرآب ایران بودند اما اکنون خشکیده‌اند. این پارک ۳۲۶ گونهٔ جانوری دارد. |
| بمو               |                   | بمو ·             | ۴٬۸۲۱۱            | ۲۳ اسفند ۱۳۴۹     | در شمال شیراز در شمال استان فارس قرار دارد و جادهٔ شیراز-اصفهان این پارک را به دو نیمه تقسیم می‌کند. این پارک آب و هوای نیمه خشک دارد، شامل ۱۳۵ گونهٔ جانوری است و یکی از بهترین زیست‌گاه‌های پلنگ در ایران به‌شمار می‌رود. |
| بوجاق             |                   | بوجاق ·           | ۳٬۴۷۷             | ۲۱ خرداد ۱۳۸۱     | نخستین پارک ملی خشکی-دریایی ایران در بندر کیاشهر در شهرستان آستانه اشرفیه و دریاچه خزر در استان گیلان واقع شده‌است. بیشتر گونه‌های این پارک ملی پرندگان هستند. فک خزری نیز از گونه‌های این پارک هست که در معرض انقراض قرار دارد. |
| پابند             |                   | پابند ·           | ۲۷٬۷۱۷            | ۲۷ اسفند ۱۳۸۲     | در جنوب شهرستان‌های نکا و بهشهر در جنوب استان مازندران قرار دارد. این پارک آب و هوای نیمه مرطوب و معتدل دارد و در منطقه‌ای کوهستانی واقع شده. پارک پابند از مهم‌ترین منابع جنگ‌های هیرکانی محسوب می‌شود. |
| تندوره            |                   | تندوره ·          | ۳۵٬۵۴۲            | ۲۱ شهریور ۱۳۶۱    | در مرز ایران و ترکمنستان در شمال غربی استان خراسان رضوی در شهرستان درگز واقع شده. این پارک در منطقه‌ای کوهستانی با صخره‌ها و تپه‌ای قرار دارد، در قسمت جنوبی آب و هوای مدیترانه‌ای و تا حدی سرد و در قسمت شمالی آب و هوایی گرم و خشک دارد. این پارک از زیست‌گاه‌های پلنگ، قوچ و میش است. |
| تنگ صیاد          |                   | تنگ صیاد ·        | ۴٬۳۷۲             | ۶ مهر ۱۳۷۴        | تنگ صیاد از بهترین مناطق تحت کنترل سازمان حفاظت محیط زیست است. این پارک در شهرستان‌های بروجن و شهرکرد در استان چهار محال و بختیاری قرار دارد. آب و هوای این پارک نیمه مرطوب و معتدل با زمستان‌های سرد است. ۲۵۲ گونهٔ گیاهی که حدود سی گونهٔ آن انحصاری ایران است و ۱۲۴ گونهٔ جانوری گونه‌های این پارک هستند. |
| توران             |                   | توران ·           | ۱۰۱٬۰۷۳           | ۲۱ خرداد ۱۳۸۱     | پارک ملی توران از مهم‌ترین پارک‌های ملی ایران است. این پارک که علاوه بر پارک ملی، منطقهٔ حفاظت شده، پناهگاه حیات وحش و ذخیره‌گاه زیست‌کره در ایران هست در شهرستان‌های شاهرود از استان سمنان و سبزوار از استان خراسان رضوی قرار دارد. این پارک آب و هوای خشک و نیمه خشک دارد و گونه‌های جانوری و گیاهی فراوانی در خود جای داده و از معدود زیست‌گاه‌های یوزپلنگ در ایران است. |
| خبر               |                   | خبر ·             | ۱۴۹٬۹۸۲           | ۳ شهریور ۱۳۷۸     | در شهرستان بافت در استان کرمان واقع شده. این پارک از معدود پارک‌های ملی ایران است که سه نوع آب و هوای گرم، معتدل و سردسیر را در خود دارد. پارک ملی خبر حدود شش درصد از گونه‌های گیاهی ایران و به ویژه تعدادی از نادرترین‌ها را دارد. سی درصد از پرندگان و پانزده درصد از پستانداران ایران در این پارک زیست می‌کنند از جمله تعداد بسیار کم و محدودی از خرس سیاه آسیایی. |
| خجیر              |                   | خجیر ·            | ۱۰٬۶۹۲            | ۲۱ شهریور ۱۳۶۱    | در استان تهران و شرق شهرستان تهران واقع شده‌است. این پارک ملی آب و هوایی سرد و خشک دارد. خجیر ۳۵ گونهٔ گیاهی دارد. ۳۸ گونهٔ جانوری و ۱۱۵ گونهٔ پرندگان از گونه‌های این پارک هستند. سه گونه پرندهٔ غیر بومی نیز در این پارک معرفی شده که به سرعت در حال رشد هستند. |
| دریاچه ارومیه     |                   | دریاچه ارومیه ·   | ۵۴۱٬۳۱۵           | ۲۱ مرداد ۱۳۵۴     | پارک ملی دریاچهٔ ارومیه در استان‌های آذربایجان شرقی و آذربایجان غربی واقع شده و بیش از ۱۰۰ جزیره در این دریاچه وجود دارد. این پارک بر روی یکی از ترک‌های بین دو صفحه اوراسیا و عربستان واقع شده‌است. ساحل‌های شنی و صخره‌ای در اطراف دریاچهٔ ارومیه این پارک به یکی از زیباترین پارک‌های ملی ایران تبدیل کرده‌است. پارک دریاچهٔ ارومیه ۱۷۷ گونهٔ گیاهی در پیرامون دریاچه و ۱۷۴ گونهٔ گیاهی در جزیره‌های دریاچه دارد. این پارک حدود ۱۵۰ گونهٔ جانوری ازجمله گونهٔ نادر گوزن زرد ایرانی را دارد.   |
| دز                |                   | دز ·              | ۴٬۱۱۸             | ۲۲ آذر ۱۳۸۹       | پارک ملی دز در شمال استان خوزستان قرار دارد. رودخانه‌ها و تالاب‌های این پارک، پارک ملی دز را به یکی از پارک‌های ملی مناسب برای پرنده‌نگری تبدیل کرده‌است. جنگل‌های این پارک نیز زیستگاه گونهٔ نادر گوزن زرد ایرانی است. پارک ملی دز به دلیل نزدیکی به جاذبه‌های گردشگری همچون چغازنیبل و پل ساسانی، گذر جادهٔ شرکت کشت و صنعت کارون از میان پارک ملی و ورود و چرای دام‌ها، در معرض خطر قرار دارد.                                                                                           |
| دنا               |                   | دنا ·             | ۲۵٬۸۳۹            | ۱۹ فروردین ۱۳۹۱   | پارک ملی دنا در شرق استان کهگیلویه و بویراحمد قرار داد. این پارک دارای حدود ۳۰۰۰۰ نفر جمعیت ساکن است. پارک ملی دز آب و هوای سرد مرطوب و نیمه سرد مرطوب است. رشته کوه زاگرس با بیش از چهل قله با ارتفاع بالاتر از ۴۰۰۰ از جمله قله دنا در این پارک واقع شده. پارک ملی دنا دارای حدود ۱۲۰۰ گونهٔ گیاهی و ۱۶۹ گونهٔ جانوری است. |
| دیر نخیلو         |                   | دیر نخیلو ·       | ۲۰٬۴۳۴            | ۱۲ بهمن ۱۳۸۶      | پارک ملی دیر نخیلو در جنوب استان بوشهر واقع شده‌است. این پارک دارای دو اکوسیستم آبی و خشکی است. دیر نخلیو یکی از بهترین زیستگاه‌های پرندگان و لاک‌پشت‌ها در ایران است. این پارک پوشش گیاهی حرا و تعدادی از جزایر خلیج فارس را نیز در خود دارد که این پارک را تبدیل به زیستگاه تعدادی از نادرترین گونه‌های جانوری و گیاهی ایران کرده‌است. لاک‌پشت پوزه‌عقابی، گونه‌ای نادر از لاک‌پشت‌ها که بیش از یک میلیون سال سابقه دارد و از گونه‌های در معرض انقراض ایران است در این پارک تخم‌گذاری می‌کند. |
| ساری‌گل            |                   | ساری‌گل ·          | ۷٬۰۳۸             | ۲۱ خرداد ۱۳۸۱     | پارک ملی ساری‌گل در استان خراسان شمالی و در شرق شهرستان اسفراین واقع شده‌است. این پارک زیست‌گاه کوهستانی مرتفع و سرد، تپهٔ ماهورهای معتدل و سطح کم جلگه‌ای با اقلیم گرم دارد. روستای گنج‌دان در شمال این منطقه قرار دارد. این پارک ملی در گذشته پوشیده از جنگل‌های انبوه ارس و زالزالک بوده اما این جنگل‌ها توسط انسان برای خانه‌سازی، سوخت و علوفه تخریب شده‌اند. |
| سالوک             |                   | سالوک ·           | ۸٬۲۳۱             | ۲۱ خرداد ۱۳۸۱     | این پارک ملی در استان خراسان شمالی و در شرق شهرستان اسفراین واقع شده‌است. سالوک به دو اکوسیستم کوهستانی و دشتی تقسیم شده‌است. این پارک ملی بیش از ۱۰۰ گونهٔ جانوری دارد و به دلیل نوع خاص اکوسیستمش زیست‌گاه مناسبی برای پرندگان است. نابودی جنگل‌های این پارک برای تولید سوخت و زغال از مهم‌ترین آسیب‌های پارک ملی سالوک است. |
| سرخه‌حصار          |                   | سرخه‌حصار ·        | ۸٬۶۹۴             | ۲۱ شهریور ۱۳۶۱    | پارک ملی سرخه‌حصار در استان تهران و شرق شهرستان تهران قرار دارد. این پارک آب و هوای سرد دارد. این پارک دارای گونه‌های جانوری وگیاهی فراوانی است که از میان آن‌ها می‌توان به پرنده‌های مهاجر تابستانی و زمستانی و عبوری اساره کرد. این پارک به دلیل نزدیکی به شهر تهران بسیار در معرض تعرض و تهدید قرار دارد: معرفی گونه‌های پرنده غیر بومی، ساخت و سازهای غیرمجاز، احداث پادگان و میدان تیر، ساخت بزرگراه، حفر چاه‌های غیرمجاز و شکار غیرقانونی تنها بخش‌هایی از این تهدیدها هستند.       |
| سیاه‌کوه           |                   | سیاه‌کوه ·         | ۷۸٬۳۳۴            | ۱۲ بهمن ۱۳۸۶      | در استان‌های اصفهان و یزد وافع شده و آب و هوایی خشک و کویری دارد. سیاه‌کوه از ناشناخته‌ترین و دست‌نخورده‌ترین پارک‌های ملی ایران است. بیش از شصت گونهٔ جانوری که تعداد زیادی از گونه‌های نادر ایران را شامل می‌شود و ۴۷ گونهٔ گیاهی که آن‌ها هم اهمیت حفاظتی بالایی دارند از گونه‌های این پارک هستند. |
| صیدوا             |                   | صیدوا ·           | ۷٬۳۰۰             | ۲۵ اسفند ۱۳۹۴     | پارک ملی صیدوا در شمال غربی استان سمنان و در شهرستان مهدی‌شهر قرار دارد. این پارک در قسمت شمالی آب و هوای مرطوب و خزری و در جنوب آب و هوای گرم و خشک دارد. در این پارک روستاهای زیادی واقع شدند و جمعیت انسانی یکی از تهدیدات این پارک به‌شمار می‌رود. |
| ضامن آهو          |                   | ضامن آهو ·        | ۱۵٬۲۷۳            | ۶ مهر ۱۳۹۲        | پارک ملی ضامن آهو در استان خراسان شمالی قرار دارد و یکی از جدیدترین پارک‌های ملی ایران است. این پارک یکی از آخرین زیستگاه‌های گونهٔ در معرض انقراض یوزپلنگ آسیایی در ایران است. |
| قطرویه            |                   | قطرویه ·          | ۳۱٬۷۵۵            | ۱۲ بهمن ۱۳۸۶      | این پارک در شرق استان فارس در شهرستان نیریز واقع شده‌است. آب و هوای قطرویه خشک است. در مجاورت این پارک روستاهای زیادی قرار دارند که چرای دام‌های این روستاها آسیب فراوانی به پوشش گیاهی قطرویه زده‌است. پارک ملی قطرویه از بزرگ‌ترین پناهگاه‌های گورخر آسیایی در ایران است. |
| قمیشلو            |                   | قمیشلو ·          | ۲۹٬۸۸۶            | ۱۲ اسفند ۱۳۷۶     | پارک ملی قمیشلو در مرکز استان اصفهان قرار دارد. این پارک آب و هوای نیمه خشک بیابانی و در بخش‌هایی آب و هوای مرطوب دارد. پارک ملی قمیشلو دو بخش اصلی مرتفع و دشت دارد. قلعهٔ تاریخی قمیشلو در این پارک ملی واقع شده که در کنار آهوی ایرانی و قوچ و میش این پارک را به یک جاذبه گردشگری تبدیل کرده. |
| کرخه              |                   | کرخه ·            | ۷٬۴۷۶             | ۲۲ آذر ۱۳۸۹       | پارک ملی کرخه در شمال استان خوزستان قرار دارد. رود کرخه از میان این پارک گذر می‌کند و این پارک را به دو منطقهٔ تپه ماهوری در شمال و دشتی در جنوب تقسیم می‌کند. پارم ملی کرخه در گذشته زیستگاه گونهٔ نادر گوزن زرد ایرانی بوده اما هم‌اکنون نسل این گونه در این پارک ملی منقرض شده‌است. |
| کلاه قاضی         |                   | کلاه قاضی ·       | ۴۷٬۲۶۲            | ۱۲ اسفند ۱۳۷۶     | پارک ملی کلاه قاضی در جنوب استان اصفهان قرار دارد. این پارک در منطقه‌ای کوهستانی واقع شده و قله کلاه قاضی در این پارک قرار دارد. تا کنون ۲۵۲ گونهٔ گیاهی و ۷۳ گونهٔ جانوری در این پارک شناسایی شده‌اند. کلاه قاضی از معدود پارک‌های ملی ایران است که هیچ انسانی در آن سکونت ندارد اما عبور یک بزرگراه از محدوده این پارک و پروانه چرا برای عشایر از تهدیدهای پارک ملی کلاه قاضی هستند.                                                                                                 |
| کنتال             |                   | کنتال ·           | ۶٬۹۹۱             | ۱۳ مهر ۱۳۹۰       | پارک ملی کنتال در مرز ایران و ارمنستان در شمال استان آذربایجان شرقی در شهرستان جلفا قرار دارد. از کوچک‌ترین پارک‌های ملی ایران است اما زیستگاه حدود ۳۵۰ گونهٔ جانوری و ۴۵۰ گونهٔ گیاهی است. این پارک با آثار باستانی‌ای که در خود دارد قابلیت‌های گردشگری فراوانی دارد. |
| کویر              |                   | کویر ·            | ۴۴۲٬۲۱۲           | ۲۱ شهریور ۱۳۶۱    | پارک ملی کویر از بزرگ‌ترین و مهم‌ترین پارک‌های ملی ایران است. این پارک در جنوب استان سمنان و شمال استان اصفهان قرار دارد. اقلیم پارک ملی کویر تحت تأثیر دشت کویر و دریاچه نمک که در نزدیکی‌اش قرار دارند است. این پارک بزرگ‌ترین پارک ملی ایران بدون حضور و سکونت‌گاه‌های انسانی است و مهم‌ترین زیستگاه‌های یوزپلنگ آسیایی است. زمین‌های تحت کنترل نیروهای نظامی و برگزاری مانورهای نظامی از مهم‌ترین تهدیدهای این پارک ملی هستند.                                                           |
| کیاسر             |                   | کیاسر ·           | ۹٬۲۶۵             | ۲۷ اسفند ۱۳۸۲     | در جنوب استان مازندران و در شهر کیاسر در شهرستان ساری واقع شده‌است. این پارک در منطقه‌ای کوهستانی قرار دارد. جنگل‌های خزری و زمین‌های مرتفع و پر درخت باعث شده‌اند تا این پارک یکی از زیست‌گاه‌های گونه‌های منحصر به فردی چون بلوط و سرخ‌دار باشد. |
| گلستان            |                   | گلستان ·          | ۹۰٬۹۶۰            | ۲۱ شهریور ۱۳۶۱    | پارک ملی گلستان در شرق استان گلستان و غرب استان خراسان شمالی قرار دارد. پارک ملی گلستان آب و هوای بسیار متفاوت، از بسیار مرطوب تا نیمه خشک را دارد. این پارک یکی از بزرگ‌ترین گنجینه‌های گونه‌های گیاهی و جانوری در ایران است: یک هفتم گونه‌های گیاهی، یک سوم انواع پرندگان و نیمی از پستاندران ایران در این پارک ملی زیست می‌کنند. |
| لار               |                   | لار ·             | ۳۵٬۷۶۵            | ۲۵ مهر ۱۳۸۰       | پارک ملی لار در دامنهٔ غربی قلهٔ دماوند و در استان‌های تهران و مازندران واقع شده‌است. این پارک آب و هوای سرد و مرطوب دارد. سد لار و دریاچه‌اش در این پارک قرار دارند که اکوسیستم پارک ملی را کاملاً تحت تأثیر قرار داده‌اند. پارک ملی لار زیستگاه قرل‌آلای خال‌قرمز، یکی از نادرترین گونه‌های قرل‌آلا در جهان، است. چرای بی‌رویه دام و ورود بدون کنترل گردشگر به این پارک از مهم‌ترین تهدیدهای پارک ملی لار هستند.                                                                             |
| موته              |                   | موته ·            | ۳۲٬۵۷۲            | ۲ شهریور ۱۳۹۶     | پارک ملی موته جدیدترین پارک ملی ایران است. این پارک ملی در شمال استان اصفهان قرار دارد. این پارک ملی بدون سکونت‌گاه انسانی است و بیشترین جمعیت پستاندران قابل سرشماری همچون آهو، میش، بز، کل و قوچ را در خود جای داده‌است. |
| نای‌بند            |                   | نای‌بند ·          | ۴۷٬۷۵۹            | ۲۷ بهمن ۱۳۸۶      | پارک ملی نای‌بند در استان‌های بوشهر و هرمزگان واقع شده‌است. بخش دریایی این پارک دارای تنوع جانوری بسیار غنی‌ای است. گونه‌های نادری همچون دلفین‌ها، لاک‌پشت‌ها و نهنگ‌ها در این پارک زیست می‌کنند. این پارک به دلیل آلودگی‌های صنعتی صنایع نفت و گاز و پتروشیمی بسیار در معرض خطر است. |

## برای مطالعهٔ بیشتر
- م‍خ‍دوم ف‍رخ‍ن‍ده، م‍ج‍ی‍د، (۱۳۹۰)، طراحی و مهندسی پارک‌های ملی و جنگلی، مرکز نشر دانشگاهی‏‫، شابک ‎‫‭۹۷۸-۹۶۴-۰۱-۱۴۰۱-۸